# Államok vezetőinek listája 1921-ben
Ezen az oldalon az 1921-ben fennálló államok vezetőinek névsora olvasható földrészek, majd országok szerinti bontásban.

## Európa
- Albán Fejedelemség (monarchia)
  - Államfő – Legfelsőbb Tanács (1920–1925), lista
  - Kormányfő –
    1. Iliaz Vrioni (1920–1921)
    2. Pandeli Evangjeli (1921, első Evangjeli-kormány)
    3. Qazim Koculi (1921, Koculi-kormány)
    4. Hasan Prishtina (1921)
    5. Idhomene Kosturi (1921), ügyvivő
    6. Xhafer Ypi (1921–1922), lista

  -  Mirditai Köztársaság (el nem ismert állam)
  - Egyoldalúan függetlenné nyilvánította magát 1921. július 17. és november 20. között.
    - Államfő – Marka Gjoni (1921), Mirdita elnöke
- Andorra (parlamentáris társhercegség)
  - Társhercegek
    - Francia társherceg – Alexandre Millerand (1920–1924), lista
    - Episzkopális társherceg – Justí Guitart i Vilardebó (1920–1940), lista
- Ausztria (köztársaság)
  - Államfő – Michael Hainisch (1920–1928), lista
  - Kormányfő –
    1. Michael Mayr (1920–1921)
    2. Johann Schober (1921–1922), lista
- Azerbajdzsán (népköztársaság)
  - A kommunista párt vezetője – 
    1. Grigorij Kaminszkij (1920–1921)
    2. Szergej Kirov (1921–1926), a párt első titkára

  - Államfő –
    1. Nariman Narimanov (1920–1921)
    2. Muhtar Hadzsijev (1921–1922), a Központi Végrehajtó Bizottság elnöke

  - Kormányfő – Nariman Narimanov (1921–1922), a Népi Komisszárok Tanácsa elnöke
- Belgium (monarchia)
  - Uralkodó – I. Albert király (1909–1934)
  - Kormányfő – 
    1. Henri Carton de Wiart (1920–1921)
    2. Georges Theunis (1921–1925), lista
- Belorusszia (népköztársaság)
  - A kommunista párt vezetője – Vilhelm Knorin (1920–1923), első titkár
  - Államfő – Aljakszand Csarvjakou (1920–1937), a Központi Végrehajtó Bizottság elnöke
  - Kormányfő – Aljakszand Csarvjakou (1920–1924), a Népi Komisszárok Tanácsa elnöke
- Bolgár Cárság (monarchia)
  - Uralkodó – III. Borisz cár (1918–1943)
  - Kormányfő – Alekszandar Sztambolijszki (1919–1923), lista
- Csehszlovákia (köztársaság)
  - Államfő – Tomáš Garrigue Masaryk (1918–1935), lista
  - Kormányfő –
    1. Jan Černý (1920–1921)
    2. Edvard Beneš (1921–1922), lista
- Danzig Szabad Város (szabad város a Nemzetek Szövetsége protektorátusa alatt)
  - Főbiztos –
    1. Bernardo Attolico (1920–1921)
    2. Sir Richard Haking (1921–1923), a Nemzetek Szövetsége danzigi főbiztosa

  - Államfő – Heinrich Sahm (1920–1931)
- Dánia (monarchia)
  - Uralkodó – X. Keresztély király (1912–1947)
  - Kormányfő – Niels Neergaard (1920–1924), lista
- Egyesült Királyság (parlamentáris monarchia)
  - Uralkodó – V. György Nagy-Britannia királya (1910–1936)
  - Kormányfő – David Lloyd George (1916–1922), lista
  -  Írország (el nem ismert állam)
    - Államfő – Éamon de Valera (1919–1922)[1]
- Észtország (köztársaság)
  - Államfő –
    1. Ants Piip (1920–1921)
    2. Konstantin Päts (1921–1922), lista
- Finnország (köztársaság)
  - Államfő – Kaarlo Juho Ståhlberg (1919–1925), lista
  - Kormányfő –
    1. Rafael Erich (1920–1921)
    2. Juho Vennola (1921–1922), lista
- Fiumei Szabadállam (köztársaság)
  - Államfő –
    1. Antonio Grossich (1920–1921), az Ideiglenes Kormány elnöke
    2. Riccardo Gigante (1921), az Átmeneti Kormányzat elnöke
    3. Salvatore Bellasich (1921), különleges biztos
    4. Antonio Foschini (1921), főbiztos
    5. Luigi Amantea (1921), főbiztos
    6. Riccardo Zanella (1921–1922), Fiume elnöke
- Franciaország (köztársaság)
  - Államfő – Alexandre Millerand (1920–1924), lista
  - Kormányfő –
    1. Georges Leygues (1920–1921)
    2. Aristide Briand (1921–1922), lista
- Görögország (monarchia)
  - Uralkodó – I. Konstantin király (1920–1922)
  - Kormányfő –
    1. Dimitriosz Rallisz (1920–1921)
    2. Nikolaosz Kalogeropulosz (1921)
    3. Dimitriosz Gunarisz (1921–1922), lista
- Grúzia (köztársaság)
- A Grúz Demokratikus Köztársaságot 1921. február 25-én követte a Grúz SZSZK.
  - A kommunista párt vezetője – Mamia Orahelasvili (1921–1922), első titkár
  - Államfő –
    1. Nyikolaj Csheidze (1919–1921), a grúz Országgyűlés elnöke
    2. Polikarp Mdivani (1921–1922), a Központi Végrehajtó Bizottság elnöke

  - Kormányfő – Noe Zsordania (1918–1921), a Népi Komisszárok Tanácsa elnöke
- Hollandia (monarchia)
  - Uralkodó – Vilma királynő (1890–1948)
  - Miniszterelnök – Charles Ruijs de Beerenbrouck (1918–1925), lista
- Izland (parlamentáris monarchia)
  - Uralkodó – X. Keresztély (1918–1944)
  - Kormányfő – Jón Magnússon (1917–1922),[2] lista
- Lengyelország (köztársaság)
  - Államfő – Józef Piłsudski (1918–1922), lista
  - Kormányfő –
    1. Wincenty Witos (1920–1921)
    2. Antoni Ponikowski (1921–1922), lista
- Lettország (köztársaság)
  - Államfő – Jānis Čakste (1918–1927), lista
  - Kormányfő –
    1. Kārlis Ulmanis (1918–1921)
    2. Zigfrīds Anna Meierovics (1921–1923), lista
- Liechtenstein (parlamentáris monarchia)
  - Uralkodó – II. János herceg (1859–1929)
  - Kormányfő –
    1. Joseph Peer (1920–1921)
    2. Josef Ospelt (1921–1922), lista
- Litvánia (köztársaság)
  - Államfő – Aleksandras Stulginskis (1920–1926), lista
  - Kormányfő – Kazys Grinius (1920–1922), lista
  -  Közép-Litvánia (el nem ismert állam)
    - Államfő – Lucjan Żeligowski (1920–1922), államfő
    - Kormányfő –

    1. Witold Abramowicz (1920–1921)
    2. Stefan Mokrzecki (1921), ügyvivő
    3. Aleksander Michal Marian Meysztowicz (1921–1922)
- Luxemburg (monarchia)
  - Uralkodó – Sarolta nagyhercegnő (1919–1964)
  - Kormányfő – Émile Reuter (1918–1925), lista
- Magyar Királyság (monarchia)
  - Államfő – Horthy Miklós (1920–1944), lista
  - Kormányfő –
    1. Teleki Pál gróf (1920–1921)
    2. Bethlen István gróf (1921–1931), lista

  -  Baranya–bajai Szerb–Magyar Köztársaság (el nem ismert állam)
  - 1921. augusztus 14. és 21. között egyoldalúan kinyilvánította függetlenségét.
    - Államfő – Petar Dobrović (1921), Bizottság elnöke

  -  Lajtabánság (el nem ismert állam)
  - 1921. október 4. és november 5. között egyoldalúan kinyilvánította függetlenségét.
    - Államfő – Prónay Pál (1921)
- Monaco (monarchia)
  - Uralkodó – I. Albert herceg (1889–1922)
  - Államminiszter – Raymond Le Bourdon (1919–1923), lista
- Németország
  - Államfő – Friedrich Ebert (1919–1925), lista
  - Kancellár –
    1. Konstantin Fehrenbach (1920–1921)
    2. Joseph Wirth (1921–1922), lista
- Norvégia (monarchia)
  - Uralkodó – VII. Haakon király (1905–1957)
  - Kormányfő –
    1. Otto Bahr Halvorsen (1920–1921)
    2. Otto Blehr (1921–1923), lista
- Olasz Királyság (monarchia)
  - Uralkodó – III. Viktor Emánuel király (1900–1946)
  - Kormányfő –
    1. Giovanni Giolitti (1920–1921)
    2. Ivanoe Bonomi (1921–1922), lista

  -  Albonai Köztársaság (el nem ismert szakadár állam)
  - 1921. március 2. és április 8. között egyoldalúan függetlenné nyilvánította magát.
    - Vezetők – Giovanni Pipan és Francesco da Gioz (1921)
- Oroszország (népköztársaság)
  - Államfő – Mihail Kalinyin (1919–1938), a Tanácsok Összoroszországi Kongresszusa Központi Végrehajtó Bizottsága elnöke
  - Kormányfő – Vlagyimir Iljics Lenin (1917–1924), a Népi Komisszárok Tanácsának elnöke
- Örményország (köztársaság)
  - A kommunista párt vezetője –
    1. Gevork Alikhanyan (1920–1921)
    2. Szergej Lukasin (1921–1922), a párt első titkára

  - Államfő –
    1. Szarkisz Kaszjan (1920–1921)
    2. Alekszandr Mjasnikjan (1921–1922), a Népi Komisszári Tanács elnöke

  -  Hegyi Örményország (el nem ismert állam)
  - 1921. április 26. és július 13. között egyoldalúan függetlennek nyilvánította magát.
    - Államfő – Garegin Nzsdeh (1920–1921), Hegyi Örményország parancsnoka
- Pápai állam (abszolút monarchia)
  - Uralkodó – XV. Benedek pápa (1914–1922)
- Portugália (köztársaság)
  - Államfő – António José de Almeida (1919–1923), lista
  - Kormányfő –
    1. Liberato Pinto (1920–1921)
    2. Bernardino Machado (1921)
    3. Tomé de Barros Queirós (1921)
    4. António Granjo (1921)
    5. Kormányfő nélküli kormányzat (1921)
    6. Manuel Maria Coelho (1921)
    7. Carlos Maia Pinto (1921)
    8. Francisco Cunha Leal (1921–1922), lista
- Román Királyság (monarchia)
  - Uralkodó – I. Ferdinánd király (1914–1927)
  - Kormányfő –
    1. Alexandru Averescu (1920–1921)
    2. Tache Ionescu (1921–1922), lista
- San Marino (köztársaság)
  - San Marino régenskapitányai:
    1. Carlo Balsimelli és Simone Michelotti (1920–1921)
    2. Marino Della Balda és Vincenzo Francini (1921)
    3. Egisto Morri és Giuseppe Lanci (1921–1922), régenskapitányok
- Spanyolország (monarchia)
  - Uralkodó – XIII. Alfonz király (1886–1931)
  - Kormányfő –
    1. Eduardo Dato e Iradier (1920–1921)
    2. Gabino Bugallal Araújo (1921), ügyvivő
    3. Manuel Allendesalazar y Muñoz de Salazar (1921)
    4. Antonio Maura (1921–1922), lista
- Svájc (konföderáció)
  - Szövetségi Tanács:[3]
  - Giuseppe Motta (1911–1940), Edmund Schulthess (1912–1935), elnök, Robert Haab (1917–1929), Ernest Chuard (1919–1928), Karl Scheurer (1919–1929), Jean-Marie Musy (1919–1934), Heinrich Häberlin (1920–1934)
- Svédország (parlamentáris monarchia)
  - Uralkodó – V. Gusztáv király (1907–1950)
  - Kormányfő –
    1. Gerhard Louis De Geer (1920–1921)
    2. Oscar von Sydow (1921)
    3. Hjalmar Branting (1921–1923), lista
- Szerb-Horvát-Szlovén Királyság (monarchia)
  - Uralkodó –
    1. I. Péter király (1903–1921)[4]
    2. I. Sándor király (1921–1934)

  - Kormányfő –
    1. Milenko Radomar Vesnić (1920–1921)
    2. Nikola Pašić (1921–1924), miniszterelnök
- Ukrajna (el nem ismert állam)
  - A kommunista párt vezetője –
    1. Vjacseszlav Molotov (1920–1921)
    2. Feliksz Kon (1921), főtitkár
    3. Dmitrij Manuilszkij (1921–1923), első titkár

  - Államfő – Grigorij Petrovszkij (1919–1938), elnök
  - Kormányfő – Krisztian Rakovszkij (1920–1923), elnök
  -  Ukrán Népköztársaság (népköztársaság)
  - Szovjet-Ukrajna 1921. május 7-én beolvasztotta.
    - Államfő – Szimon Petljura (1919–1921), a kormány elnöke

## Afrika
- Dél-afrikai Unió (monarchia)
  - Uralkodó – V. György Nagy-Britannia királya (1910–1936)
  - Főkormányzó – Arthur of Connaught herceg (1920–1924), Dél-Afrika kormányát igazgató tisztviselő
  - Kormányfő – Jan Smuts (1919–1924), lista
- Etiópia (monarchia)
  - Uralkodó – Zauditu császárnő (1916–1930)
  - Régens – Rasz Tafari Makonnen (1916–1930)
  - Kormányfő – Habte Gijorgisz Dinagde (1909–1927), lista
- Libéria (köztársaság)
  - Államfő – Charles D. B. King (1920–1930), lista
- Riff Köztársaság (el nem ismert szakadár állam)
- 1921. szeptember 18-án kiáltotta ki függetlenségét.
  - Államfő – Abd el-Krim (1921–1926)
- Tripolitánia (el nem ismert szakadár állam)
  - Államfő – Ahmad Tahír al-Murajjíd (1918–1923), Tripolitánia Központi Reformtanácsa elnöke

## Dél-Amerika
- Argentína (köztársaság)
  - Államfő – Hipólito Yrigoyen (1916–1922), lista
- Bolívia (köztársaság)
  - Államfő –
    1. Kormányzó Junta (1920–1921)
    2. Bautista Saavedra (1921–1925), lista
- Brazília (köztársaság)
  - Államfő – Epitácio Pessoa (1919–1922), lista
- Chile (köztársaság)
  - Államfő – Arturo Alessandri (1920–1924), lista
- Ecuador (köztársaság)
  - Államfő – José Luis Tamayo (1920–1924), lista
- Kolumbia (köztársaság)
  - Államfő –
    1. Marco Fidel Suárez (1918–1922), lista
    2. Jorge Holguín (1921–1922), ügyvivő
- Paraguay (köztársaság)
  - Államfő –
    1. Manuel Gondra (1920–1921)
    2. Eusebio Ayala (1921–1923), ügyvivő, lista
- Peru (köztársaság)
  - Államfő – Augusto B. Leguía (1919–1930), lista
  - Kormányfő – Germán Leguía y Martínez Jakeway (1919–1922), lista
- Uruguay (köztársaság)
  - Államfő – Baltasar Brum (1919–1923), lista
- Venezuela (köztársaság)
  - Államfő – Victorino Márquez Bustillos (1914–1922), ideiglenes, lista

## Észak- és Közép-Amerika
- Amerikai Egyesült Államok (köztársaság)
  - Államfő –
    1. Thomas Woodrow Wilson (1913–1921)
    2. Warren G. Harding (1921–1923), lista
- Costa Rica (köztársaság)
  - Államfő – Julio Acosta García (1920–1924), lista
- Dominikai Köztársaság (USA megszállás alatt)
  - Kormányzó –
    1. Thomas Snowden (1919–1921)
    2. Samuel Robison (1921–1922), Santo Domingo kormányzója
- Salvador (köztársaság)
  - Államfő – Jorge Meléndez (1919–1923), lista
- Guatemala (köztársaság)
  - Államfő –
    1. Carlos Herrera (1920–1921)
    2. José María Orellana (1921–1926), lista
- Haiti (USA-megszállás alatt)
  - Amerikai képviselő – John H. Russell, Jr. (1919–1930)
  - Államfő – Philippe Sudré Dartiguenave (1915–1922), lista
- Honduras (köztársaság)
  - Államfő – Rafael López Gutiérrez (1920–1924), lista
- Kanada (parlamentáris monarchia)
  - Uralkodó – V. György király (1910–1936)
  - Főkormányzó –
    1. Victor Cavendish (1916–1921)
    2. Julian Byng (1921–1926), lista

  - Kormányfő –
    1. Arthur Meighen (1920–1921)
    2. William Lyon Mackenzie King (1921–1926), lista
- Kuba (köztársaság)
  - Államfő –
    1. Mario García Menocal (1913–1921)
    2. Alfredo Zayas y Alfonso (1921–1925), lista
- Mexikó (köztársaság)
  - Államfő – Álvaro Obregón (1920–1924), lista
- Nicaragua (köztársaság)
  - Államfő –
    1. Emiliano Chamorro Vargas (1917–1921)
    2. Diego Manuel Chamorro (1921–1923), lista
- Panama (köztársaság)
  - Államfő – Belisario Porras Barahona (1920–1924), lista
- Új-Fundland (monarchia)
  - Uralkodó – V. György király (1910–1936)
  - Kormányzó – Sir Charles Alexander Harris (1917–1922)
  - Kormányfő – Sir Richard Squires (1919–1923), lista

## Ázsia
- Afganisztán (monarchia).
  - Uralkodó – Amanullah Kán király (1919–1929)
- Aszír (idríszida emírség)
  - Uralkodó – Muhammad ibn Ali al-Idríszi (1909–1923), emír
- Buhara
  - A kommunista párt vezetője –
    1. Aszlamhodzsa Umarhodzsajev (1920–1921)
    2. Szagdulla Turszunhodzsajev (1921–1923), Buhara Kommunista Pártja első titkára

  - Államfő –
    1. Mirza Abdulkodir Manszurovics Muhitdinov (1920–1921)
    2. Polat Hodzsajev (1921–1922), Buhara Központi Végrehajtó Bizottsága Elnökségének elnöke

  - Kormányfő –
    1. Polat Hodzsajev (1920–1921)
    2. Fajzulla Hodzsajev (1921–1924), lista
- Dzsebel Sammar (monarchia)
- Nedzsd 1921. november 2-án magába olvasztotta.
  - Uralkodó – 
    1. Abdullah ibn Mutʿib (1920–1921) Dzsebel Sammar emírje
    2. Muhammad ibn Talāl (1921) Dzsebel Sammar emírje
- Hidzsáz
  - Uralkodó – Al-Huszajn ibn Ali király (1908–1924)[5]
- Horezm
  - A kommunista párt vezetője –
    1. Mulla Szultanmuradov (1920–1921)
    2. Muhamedzsan Izetdinov (1921)
    3. Berdi Gadzsijev (1921)
    4. Gaifi Sarafutdinov (1921–1923), a Horezmi Kommunista Párt első titkára

  - Államfő –
    1. Hodzsi Pahlavon Nijoz Juszuf (1920–1921)
    2. Kocs Korogli (1921)
    3. Hudojbergan Divanogli (1921)
    4. Mulla Nozir (1921)
    5. Allabergan (1921)
    6. Ata Makszúm Madrahimogli (1921)
    7. Dzsangibaj Murodogli (1921–1922), Horezm Központi Végrehajtó Bizottsága Elnöksége elnöke

  - Kormányfő –
    1. Muhammed Szalimoglu (1920–1921)
    2. Kocs Karaglu (1921)
    3. Temurhodzsa Jaminogli (1921)
    4. Szultanmurad Kani (1921–1924), a Horezmi Népi Komisszárok Tanácsa elnöke
- Japán (császárság)
  - Uralkodó – Josihito császár (1912–1926)
  - Régens – Hirohitó koronaherceg (1921–1926), Japán régense
  - Kormányfő –
    1. Hara Takasi (1918–1921)
    2. Ucsida Jaszuja (1921)
    3. Takahasi Korekijo (1921–1922), lista
- Jemen (el nem ismert állam)
  - Uralkodó – Jahia Mohamed Hamidaddin király (1904–1948)[6]
- Kína
  -  Pekingi Kormányzat
    - Államfő – Csu Sicsang (1918–1922), Kína katonai kormányzatának generalisszimusza
    - Kormányfő –
      1. Csin Jünpeng (1920–1921)
      2. Jan Hujcsing (1921), ügyvivő
      3. Liang Siji (1921–1922), Kína Államtanácsának ideiglenes elnöke

  -  Nemzeti Kormányzat (köztársaság)
    - Államfő –
      1. Katonai Kormányzat Végrehajtó Bizottsága (1920–1921)
      2. Szun Jat-szen (1921–1923), Kína Nemzeti Kormánya generalisszimusza, lista

  -  Tibet (el nem ismert, de facto független állam)
    - Uralkodó – Tubten Gyaco, Dalai láma (1879–1933)
- Maszkat és Omán (abszolút monarchia)
  - Uralkodó – Tajmur szultán (1913–1932)
- Mongólia (monarchia)
- Függetlenségét 1921. február 3-án ismét kikiáltotta.
  - A kommunista párt vezetője –
    1. Szolín Danzan (1921)
    2. Dogszomün Bodó (1921–1922), a Mongol Népi Forradalmi Párt Központi Bizottságának elnöke

  - Uralkodó – Bogdo Kán kán (1921–1924)
  - Kormányfő –
    1. Goncsigdzsalzangín Badamdordzs (1919–1921)
    2. Hatanbátar Magszardzsav (1921)
    3. Dambün Csagdardzsav (1921)
    4. Dogszomün Bodó (1921–1922), Mongólia Népi Komisszárok Tanácsának elnöke, lista
- Nedzsd Királyság (monarchia)
- Nedzsd és Hasza Emírségét 1921. augusztus 22-én követte Nedzsd Királyság.
  - Uralkodó – Abdul-Aziz király (1902–1953)[7]
- Nepál (alkotmányos monarchia)
  - Uralkodó – Tribhuvana király (1911–1950)
  - Kormányfő – Csandra Samser Dzsang Bahadur Rana (1901–1929), lista
- Oszmán Birodalom (monarchia)
  - Uralkodó – VI. Mehmed szultán (1918–1922)
  - Kormányfő – Ahmet Tevfik Pasa (1920–1922), lista
- Perzsia (monarchia)
  - Uralkodó – Ahmad Sah Kadzsar sah (1909–1925)
  - Kormányfő –
    1. Fathollah Kán Akbar (1920–1921)
    2. Zia'eddin Tabatabaí (1921)
    3. Ahmad Kavam (1921)
    4. Malek Manszúr Mirza Sao esz-Szaltaneh (1921–1922), lista

  -  Perzsa Szovjet Szocialista Köztársaság (Giláni Tanácsköztársaság) (el nem ismert állam)
  - 1921. október 23-án visszaintegrálódott Perzsiába.
    - Államfő – Ihszan Allah Kán (1920–1921)
- Sziám (parlamentáris monarchia)
  - Uralkodó – Vadzsiravudh király (1910–1925)
- Távol-keleti Köztársaság (köztársaság)
  - Államfő –
    1. Alekszander Krasznoscsjokov (1920–1921)
    2. Nyikolaj Matvejev (1921–1922), a kormány elnöke

  - Kormányfő –
    1. Borisz Sumjackij (1920–1921)
    2. Pjotr Nyikiforov (1921)
    3. Nyikolaj Matvejev (1921–1922), a Minisztertanács elnöke
- Tuva (népköztársaság)
- 1921. augusztus 14-én kiáltotta ki függetlenségét.
  - A kommunista párt főtitkára – Nimacsjan (1921–1923)
  - Államfő – Mongus Bujan-Badürgü (1921)
  - Kormányfő – Szodnam Balcsir (1921–1922)

## Óceánia
- Ausztrália (parlamentáris monarchia)
  - Uralkodó – V. György Ausztrália királya (1910–1936)
  - Főkormányzó – Henry Forster (1920–1925), lista
  - Kormányfő – Billy Hughes (1915–1923), lista
- Új-Zéland (parlamentáris monarchia)
  - Uralkodó – V. György Új-Zéland királya (1910–1936)
  - Főkormányzó – John Jellicoe (1920–1924), lista
  - Kormányfő – William Massey (1912–1925), lista